# Minkowského nerovnost
Pro libovolná přirozená čísla n, reálné číslo p≥1 a komplexní čísla {\displaystyle a_{i},b_{i}} platí:
{\displaystyle \left(\sum _{k=1}^{n}|a_{k}+b_{k}|^{p}\right)^{1/p}\leq \left(\sum _{k=1}^{n}|a_{k}|^{p}\right)^{1/p}+\left(\sum _{k=1}^{n}|b_{k}|^{p}\right)^{1/p}}
Pro p=2 je to trojúhelníková nerovnost v Eukleidovské metrice n-rozměrného prostoru, pro p=1 trojúhelníková nerovnost v součtové (městské, newyorské) metrice n-rozměrného prostoru.

## Důkaz
Tuto nerovnost získáme sečtením několika Hölderových nerovností.